# 成瀬嘉一
成瀬 嘉一（なるせ かいち）は、日本の建築家。戸田建設建築設計統轄部長。
1958年、日本大学工学部（現：理工学部）建築学科卒業後、戸田建設に入社。ゼネコンに所属するアーキテクトとして、ホテルロッテ、明治生命仙台ビルなど、数多くの建築設計をてがける。